# Timiskaming District
Timiskaming District är ett distrikt i provinsen Ontario i Kanada. Antalet invånare var  32 251 vid folkräkningen 2016.

## Kommuner
I distriktet finns följande kommuner:
| Kommunnamn         | Kommuntyp    |
| ------------------ | ------------ |
| Temiskaming Shores | City         |
| Cobalt             | Town         |
| Englehart          | Town         |
| Kirkland Lake      | Town         |
| Latchford          | Town         |
| Armstrong          | Township     |
| Brethour           | Township     |
| Casey              | Township     |
| Chamberlain        | Township     |
| Coleman            | Township     |
| Evanturel          | Township     |
| Gauthier           | Township     |
| Harley             | Township     |
| Harris             | Township     |
| Hilliard           | Township     |
| Hudson             | Township     |
| James              | Township     |
| Kerns              | Township     |
| Larder Lake        | Township     |
| Matachewan         | Township     |
| McGarry            | Township     |
| Thornloe           | Village      |
| Charlton and Dack  | Municipality |

Dessutom finns indianreservatet Matachewan Indian Reserve 72.